# Alois Brinz
Alois von Brinz (25. února 1820 Weiler – 13. září 1887 Mnichov) byl rakouský vysokoškolský pedagog, právník a politik německé národnosti původem z Bavorska, působící po jistou dobu v Čechách, v 2. polovině 19. století poslanec Říšské rady.

## Biografie

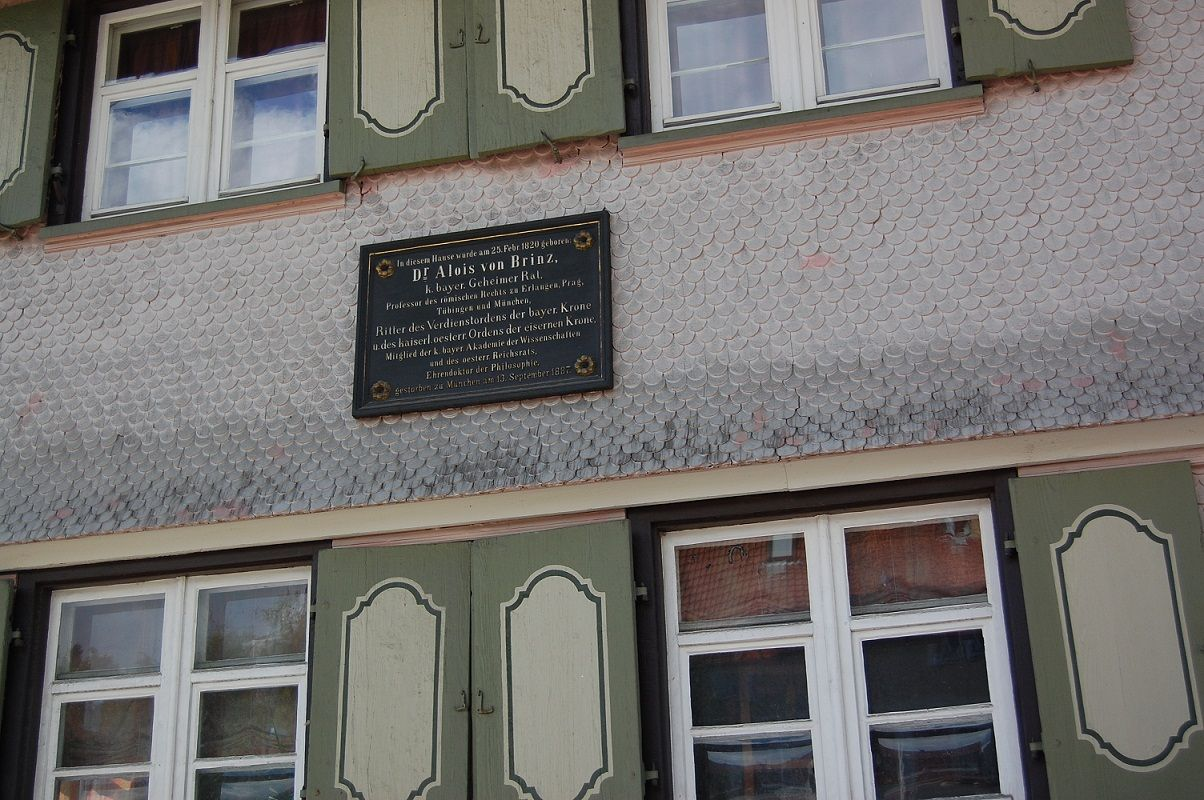
Pamětní deska Aloise Brinze na rodném domě ve Weileru.

Jeho otec byl soudním protokolistou v Kemptenu. Alois vystudoval gymnázium a navštěvoval studia filozofie a právní vědy na Mnichovské univerzitě a Berlínské univerzitě. V letech 1844–1850 působil na právnické praxi v Mnichově, roku 1849 získal titul doktora práv a dále se zabýval přednostně římským právem, v kterém se habilitoval roku 1850 na Mnichovské univerzitě. Na přelomu 40. a 50. let byl jmenován řádným profesorem na Univerzitě v Basileji a roku 1852 mimořádným profesorem na Univerzitě v Erlangenu (v Erlangenu mu roku 1853, podle jiného zdroje roku 1854, byla udělena řádná profesura). V roce 1855 měl přejít na univerzitu do Mnichova, ale akademický senát a vedení fakulty v Erlangenu mu to neumožnilo. Roku 1857 byl jmenován profesorem římského práva na Karlo-Ferdinandově univerzitě v Praze. Napsal několik právních monografií a studií (například Lehrbuch der Pandekten). V Praze setrval na učitelském postu až do ukončení svého zdejšího působení v roce 1866.
Po obnovení ústavní vlády se zapojil i do rakouské politiky. V zemských volbách v Čechách roku 1861 byl zvolen poslancem Českého zemského sněmu za městskou kurii, obvod Karlovy Vary, Jáchymov. Respektive ve volbách samotných původně mandát získal Ferdinand Stamm, který byl ale zároveň zvolen i v jiném volebním okrsku, takže zde ihned rezignoval a na jeho místo byl v doplňovací volbě vybrán právě Alois Brinz, coby oficiální kandidát německého volebního výboru. Ztratil mandát před zářím 1866 kvůli vystěhování do zahraničí. Zemský sněm Brinze roku 1861 delegoval i do Říšské rady (tehdy ještě volené nepřímo) za Čechy (kurie měst a průmyslových míst, obvod Karlovy Vary a Jáchymov). K roku 1861 se uvádí jako profesor, bytem v Praze.
Profiloval se jako příslušník německorakouské liberální levice (takzvaná Ústavní strana, liberálně a centralisticky orientovaná, odmítající federalistické aspirace neněmeckých etnik). Na Říšské radě vystoupil několikrát v důležitých rozpravách o zrušení lenního svazku (roku 1861) nebo šlesvickoholštýnské krizi (1864). Podporoval vládu Antona von Schmerlinga, ale postupně ztrácel podporu o jiných předáků německých liberálů, kteří se mezitím dostávali do opozice vůči Schmerlingovi pro jeho politiku vůči německé otázce.

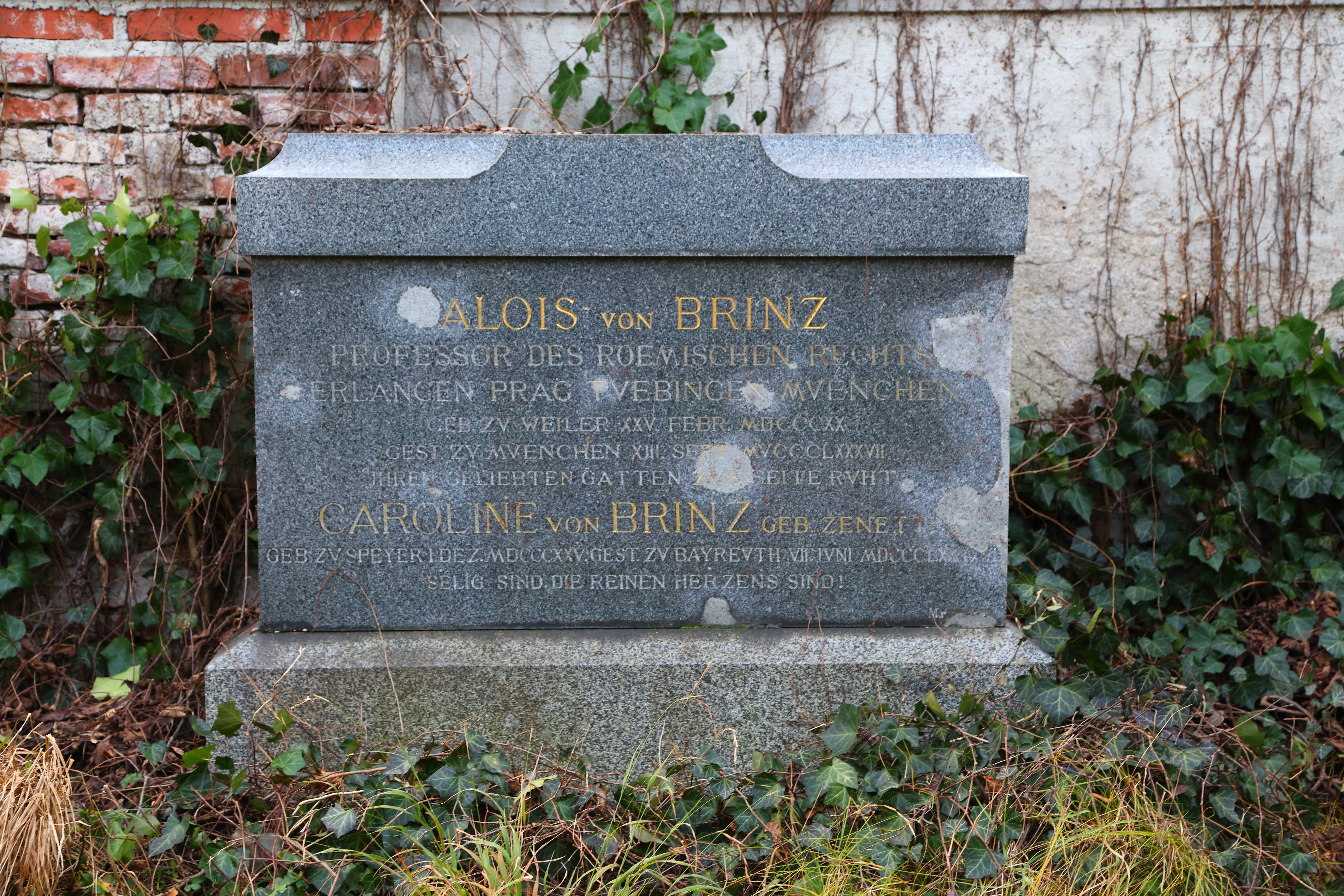
Hrob Aloise a Caroline Brinz na starém hřbitově v Mnichově-Isarvorstadtu

Po odchodu z české a rakouské politiky přešel roku 1866 na univerzitu v Tübingenu, kde vyučoval do roku 1871, kdy přijal profesuru na univerzitě v Mnichově. Od roku 1866 byl spolupracovníkem listu Kritische Vierteljahrsschrift für Gesetzgebung und Rechtswissenschaft.